# Тингветлир
Тингветлир (на исландски: Þingvellir) е долина в югозападната част на Исландия от северната страна на езерото Тингватлаватн и едноименен национален парк, който е обект от Световното наследство на ЮНЕСКО.
Намирайки се само на 40 км североизточно от столицата Рейкявик, Тингветлир е място с важно историческо, културно и геоложко значение и едно от най-посещаваните туристически места в Исландия.
Паркът е разположен в рифтова долина, маркираща билото на Средноатлантическия хребет и границата между Северноамериканската и Евразийската тектонски плочи.

## История
В долината Тингветлир, където в средните векове се срещали пътищата от всички части на Исландия, се събирал Алтингът (исландският парламент), започвайки от 930 г. и чак до 1798 г., когато е бил разпуснат от датчаните. Събиранията ставали всяко лято като мнозина от народните избраници оставали тук да нощуват и все още могат да се видят останки от торфените им колиби. Тъй като Алтингът не разполагал със сграда, повечето му заседания протичали под открито небе. По време на сесиите тук се стичали хора от всички краища на Исландия, организирали се пазари, представления с жонгльори, атлети и скалди (разказвачи), уговаряли се годежи и венчавки.
На същото това място през 1000 г. се взело решение и за масовото приемане на християнството. Пак тук на 16 юни 1944 г. се денонсира съюзният договор с Дания и от следващия ден, 17 юни, е провъзгласена независимостта на Исландия като влиза в сила нейната републиканска конституция.

## Националният парк Тингветлир
През 1928 г. е създаден националният парк Тингветлир. Паркът е обкръжен от активна вулканична зона (особено изпъква вулканът Хенгил на южния бряг на езерото Тингватлаватн), освен това е и зона с чести земетресения. Река Йоксара го пресича, образувайки водопада Йоксарарфос. Един от най-забележителните и големи вулканични разломи тук е Алманагяу, където именно се провеждал Алтингът.
От 2004 г. националният парк е включен в Световното наследство на ЮНЕСКО.